# Trận Nuits Saint Georges
Trận Nuits Saint Georges là một trận đánh trong cuộc Chiến tranh Pháp-Phổ, diễn ra vào ngày 18 tháng 12 năm 1870. Trong trận chiến này, Sư đoàn Baden của Đức do tướng Adolf von Glümer chỉ huy (thuộc Quân đoàn số XIV dưới quyền chỉ huy của tướng Karl August von Werder chỉ huy), đã đoạt được các vị trí tại Nuits từ tay quân đội Pháp do tướng Camille Cremer chỉ huy, buộc quân Pháp phải triệt thoái trong đêm với thiệt hại nặng nề cho cả hai bên. Bản thân tướng Glümer của Đức cũng bị thương nhẹ trong cuộc giao chiến này, trong khi thất bại của quân đội Pháp trong trận chiến quyết liệt tại Nuits Saint George đã khiến cho họ mất không ít quân trang về tay quân đội Đức. Cremer được ghi nhận là đã chiến đấu với lòng dũng cảm to lớn trong trận chiến này, nhưng không hề với khả năng cầm quân.
Trong cuộc chinh chiến ở miền đông nước Pháp, tướng Werder của Phổ đã phái tướng Adolf von Glümer và Sư đoàn Baden kéo về Beaune, nhằm tiến hành một cuộc trinh sát có vũ trang về hướng nam Dijon. Cùng lúc đó, các lực lượng Pháp do Camille Cremer chỉ huy cũng đang trên đường tiến từ Dijon về Beaune ở hướng bắc. Glümer đã kéo 2 lữ đoàn Baden của ông tới thị trấn Nuits và phát hiện ra một lực lượng đáng kể của đối phương đang đóng tại đây, và các đạo quân của Đức và Pháp đã đụng độ với nhau ở các vườn nho xung quanh Nuits St. Georges. Tại Boncourt, gần Nuits về phía đông, đội tiền binh của Đức đã vấp phải sự kháng cự mạnh mẽ của quân Pháp, song đến buổi trưa thì quân Đức đã làm chủ được khu vực. Với sự hỗ trợ của các khẩu đội pháo trên các ngọn đồi nằm về phía tây Nuits, quân đội Pháp đã thực hiện một cuộc phòng ngự quyết liệt ở đoạn đường sắt xuyên qua núi đồi và gần Meuzin. Khi quân chủ lực của Baden kéo đến vào lúc 2 giờ chiều, Glümer đã phát động một cuộc tổng tấn công. Lực lượng Bộ binh Đức đã tràn qua một đồng bằng rộng mở, và quân Pháp – vốn được bố phòng vững chãi và bắn tầm ngắn – đã gây thiệt hại nặng nề cho quân Đức (nhất là trong hàng ngũ sĩ quan). Một cuộc giao chiến giáp lá cà đã nổ ra giữa hai phe, và trận chiến kịch liệt đã kết thúc với việc quân đội Đức đột chiếm được thị trấn Nuits và trạm lính, đánh đuổi quân trú phòng của Pháp ra khỏi các vị trí vững chắc của mình trong thị trấn. Cả hai phe đều kiệt quệ sau trận đánh.
Quân Pháp, ngoài hơn 1.000 quân thương vong, còn mất thêm hàng nghìn tù binh và đào ngũ. Trong khi quân Pháp rút lui về Châlons-sur-Saone, quân đội Baden đã ở lại Nuits và các ngôi làng về hướng đông trong đêm hôm đó. Cả hai phe đều không muốn đánh thêm một trận nữa. Tuy nhiên, Nuits có địa thế bất lợi và kế hoạch của người Đức không hề đòi hỏi họ giữ lấy Nuits, do đó vào ngày 19 tháng 12, quân Đức rút lui sau khi quân Pháp chắc chắn là đã vắng bóng. Tại Lyons, tin tức về trận thua của Cremer đã từng làm dấy lên các cuộc bạo động.